# Amalrik av Bena
Amalrik av Bena, född omkring 1150 i Bennes, en by mellan Ollé och Chauffours, död 1206, var en av panteismens mest framstående predikanter under medeltiden. 

## Biografi
Som lärare vid universitetet i Paris i slutet av 1100-talet fick Amalrik ett betydande anseende och hade ett stort antal lärjungar. Hans teologiska system utgör en genomförd panteism. Det hänger samman med Johannes Scotus Erigenas lära och vidareutvecklades av Amalriks lärjunge David av Dinant.
Amalrik menade att Gud återkommande framträder och verkar i människonatur. I Gamla Testamentet uppenbarade sig Gud Fader i Abraham, i Nya Testamentet Guds son i Kristus. I Gudsuppenbarelsens tredje och sista period blir den Helige Ande människa i varje Amalriks troende anhängare. Liksom den mosaiska lagen förlorat sin betydelse med Kristi framträdande, gjordes Bibel och sakrament, kyrka och kult fullkomligt obehövliga genom den Helige Andes inkarnation i de troende. Kyrkan är som Babels torn och påven är Antikrist. Helvetet är inget annat än medvetandet om synden. I de troende lever Gud och även om deras kropp begår grova synder är de utan skuld.
Universitetsmyndigheterna i Paris och påve Innocentius III tvingade Amalrik att återkalla sina läror kort före sin död. Hans anhängare kallades "den helige Andes sekt". Sekten fördömdes på synoden i Paris 1209 och på fjärde Laterankonciliet 1215, varefter den upplöstes.